# Mario Perazzolo
Mario Perazzolo (ur. 7 czerwca 1911 w Padwie, zm. 1 sierpnia 2001 tamże) – włoski piłkarz i trener występujący podczas kariery na pozycji pomocnika.

## Kariera piłkarska
Mario Perazzolo jest wychowankiem Calcio Padovy. Potem grywał kolejno w następujących klubach: ACF Fiorentina, Genoa CFC i Brescia Calcio. Karierę zakończył w zespole USD Siracusa.
W reprezentacji Włoch zadebiutował 15 listopada 1936 roku, w zremisowanym 2:2 meczu z Niemcami. W sumie rozegrał w niej 8 mecze. Dodatkowo w 1938 roku został powołany na III Mistrzostwa Świata w Piłce Nożnej 1938 we Francji. Jego zespół zwyciężył w finale 4:2 z Węgrami. On jednak nie pojawił się na boisku w żadnym spotkaniu.

## Kariera trenerska
Sergio Bertoni karierę trenerską rozpoczął w roku 1946 w zespole Brescii Calcio. Potem szkolił piłkarzy Triestiny Calcio, Brescii Calcio, Taranto, Nissy i Padova.

## Sukcesy w reprezentacji
- mistrzostwo świata 1938